# Solitude/Solitaire
Solitude/Solitaire är det andra studioalbumet av Peter Cetera.

## Låtförteckning
1. "Big Mistake" - 5:39
2. "They Don't Make 'Em Like They Used To" - 4:04
3. "Glory of Love" - 4:24
4. "Queen of the Masquerade - 3:50
5. "Daddy's Girl" - 3:46
6. "The Next Time I Fall" (med Amy Grant) - 3:43
7. "Wake Up to Love" - 4:29
8. "Solitude/Solitaire" - 4:58
9. "Only Love Knows Why" - 4:29